# Minlina
Minlina - stalowa lina utrzymująca minę morską na kotwicy w odpowiedniej odległości od powierzchni wody.
Przed postawieniem miny minlina jest zwinięta na bębnie wbudowanym w kotwicę. Po zrzuceniu miny do wody mina, posiadająca pływalność dodatnią utrzymuje się na powierzchni (lub wynurza się, jeśli stawiana jest z okrętu podwodnego), a kotwica tonie, odwijając minlinę z bębna. Aby minlina była napięta i nie splątała się w czasie odwijania, bęben jest hamowany. Gdy kotwica miny znajduje się w zadanej odległości od dna, bęben zostaje całkowicie zahamowany i ciężar kotwicy wciąga minę pod powierzchnię. 
Jeżeli mina jest stawiana przeciwko okrętom podwodnym, minlina stanowi również antenę. Dotknięcie jej metalowym kadłubem powoduje detonację miny.